# Central termoeléctrica Petacalco
La Central termoeléctrica Petacalco más formalmente llamada como la Central termoeléctrica Presidente Plutarco Elías Calles, es como lo dice su nombre una central termoeléctrica ubicada en el municipio de La Unión de Isidoro Montes de Oca, Guerrero, inició operaciones el 18 de noviembre de 1993, cuenta con siete generadores capaces de generar 2,778 megawatts de energía eléctrica, por capacidad es considerada como una de las mayores en su tipo en Latinoamérica.

## Listado de generadores
| Generador | Fabricante | Inicio de operaciones   | Capacidad | Estado actual |
| --------- | ---------- | ----------------------- | --------- | ------------- |
| I         | Ansaldo    | 18 de noviembre de 1993 | 270 MW    | Activo        |
| II        | Ansaldo    | 18 de noviembre de 1993 | 350 MW    | Activo        |
| III       | MHI        | 18 de noviembre de 1993 | 350 MW    | Activo        |
| IV        | MHI        | 18 de noviembre de 1993 | 350 MW    | Activo        |
| V         | MHI        | 18 de noviembre de 1993 | 350 MW    | Activo        |
| VI        | MHI        | 18 de noviembre de 1993 | 350 MW    | Activo        |
| VII       | MHI        | febrero de 2010         | 678 MW    | Activo        |